# قانون شركة المرافق العامة القابضة لعام 1935

شعار وزارة الطاقة الأمريكية

قانون شركة المرافق العامة القابضة لعام 1935 المعروف أيضًا باسم قانون ويلر-رايبرن، كان قانونًا أقره كونغرس الولايات المتحدة لتسهيل تنظيم المرافق الكهربائية، إما عن طريق قصر عملياتها على الوضعية الفردية، وبالتالي إخضاعهم لتنظيم دولة فعال، أو إجبار التجريد بحيث أصبح كل نظام متكامل يخدم منطقة جغرافية محدودة.

## نبذة
كان الغرض الآخر من قانون شركة المرافق العامة القابضة هو الحفاظ على الشركات القابضة التي كانت تعمل في الشركات الخاضعة للتنظيم من الانخراط في أعمال غير منظمة.

## الموافقة على القانون
في 26 أغسطس 1935، وقع الرئيس فرانكلين روزفلت على مشروع القانون ليصبح قانونًا.

## إلغاء القانون
في 8 أغسطس 2005، أصدر قانون سياسة الطاقة لعام 2005 من مجلسي الكونغرس وتم التوقيع عليه قانونًا من قبل الرئيس جورج بوش، وألغى قانون شركة المرافق العامة القابضة.